# Estação Jardim Primavera
Jardim Primavera é uma estação de trem localizada em Duque de Caxias, no Rio de Janeiro.